# Kurt Koch
Ne doit pas être confondu avec Kurt Koch (entraîneur de football allemand).
Kurt Koch, né le 15 mars 1950 à Emmenbrücke, est un cardinal suisse de l'Église catholique, président du Conseil pontifical pour la promotion de l'unité des chrétiens depuis juillet 2010.

## Biographie
Fils d'un ouvrier et d'une femme au foyer, il effectue sa scolarité obligatoire dans le village de son enfance. Il obtient sa maturité fédérale en 1970 à Lucerne. Puis il entre à la faculté de théologie de l'Université de Lucerne, avec un séjour de deux ans à Munich. Il obtient sa licence en théologie en 1975.
Il effectue son stage pastoral d'une année dans la paroisse de Sursee. Il travaille à la commission Justice et Paix de la Conférence des évêques suisses (CES) sur les questions de bio-éthiques de la société d'aujourd'hui. Dès 1979, il est professeur-assistant en théologie systémique à Lucerne.
Ordonné prêtre le 20 juin 1982 par Otto Wüst, évêque de Bâle, il est nommé vicaire dans la paroisse de Sainte-Marie à Berne jusqu'en 1985.
Il est titulaire d'un doctorat en théologie, soutenu en 1987, avec la thèse Le Dieu de l'histoire. La théologie de l'histoire dans Wolfhart Pannenberg comme un paradigme de la théologie philosophique dans une perspective œcuménique. Il est aussi professeur invité à l'Université de Fribourg pendant un semestre. De 1982 à 1989, il est professeur de théologie dogmatique et de morale à l'Institut catéchétique de Lucerne. En 1989, il devient professeur de théologie dogmatique et de liturgie à la faculté de Lucerne jusqu'à sa nomination épiscopale.
Le 21 août 1995, il est élu évêque de Bâle et sa nomination est confirmée le 6 décembre suivant par le pape Jean-Paul II. Il est ordonné évêque le 6 janvier 1996 par le pape lui-même, avec Giovanni Battista Re, et Jorge María Mejía alors secrétaire de la Congrégation pour les évêques comme coconsécrateurs.
Le 1er juillet 2010, Benoît XVI l'élève à la dignité d'archevêque et le nomme président du Conseil pontifical pour la promotion de l'unité des chrétiens, et en tant que tel président de la Commission du Saint-Siège pour les relations religieuses avec le judaïsme, où il succède au cardinal Kasper, atteint par la limite d'âge[réf. nécessaire].

### Cardinal
Il est créé cardinal par Benoît XVI lors du consistoire du 20 novembre 2010. Il reçoit alors le titre de cardinal-diacre de Nostra Signora del Sacro Cuore. Il participe au conclave de 2013 qui élit le pape François et à celui de 2025 qui élit le pape Léon XIV.
Le 16 décembre 2013, il est nommé par François membre de la Congrégation pour les évêques.
Le 9 septembre 2014 il est nommé par le pape Père synodal pour la troisième assemblée générale extraordinaire du synode des évêques sur la famille se déroulant du 5 au 19 octobre en qualité de président du Conseil pontifical pour la promotion de l’unité des chrétiens.
Le 3 mai 2021, il est nommé cardinal-prêtre par le pape François.

## Prises de position

### Relation avec le Judaïsme
« OUI à nos racines juives, NON à l'antisémitisme » : c’est par cette formule lapidaire que, le 16 mai 2012, à l’Université pontificale Saint-Thomas d’Aquin – l’Angelicum -, à Rome, le cardinal Kurt Koch a présenté la déclaration conciliaire « Nostra Ætate », « document de base d’un dialogue systématique avec les Juifs » qui n’a cessé d’évoluer depuis cinquante ans. « Construire sur Nostra Ætate : 50 ans de dialogue judéo-chrétien » - « Building on Nostra Aetate: 50 Years of Christian-Jewish Dialogue » - tel était le thème de la cinquième édition de la « Berrie Lecture », une initiative promue aussi par la Fondation Russell Berrie de New York, en coopération avec le Centre Jean-Paul II pour le dialogue interreligieux, dirigé par le rabbin Jack Bemporad, pour favoriser la compréhension mutuelle entre la foi juive et la foi chrétienne.
Le cardinal Koch a donné une série de conférences sur la déclaration « Nostra Ætate », à l’Angelicum (Université pontificale Saint-Thomas d’Aquin), dans le cadre des « Berrie Lecture ».

### Relation avec l'Islam
En septembre 2006, il fait preuve d'ouverture concernant la question de la construction de minarets en Suisse. Il rejette l'initiative anti-minarets en préparation, tout en réclamant davantage de liberté religieuse pour les chrétiens en terre d'islam. En septembre 2009, en tant que président de la CES, Koch dénonce à nouveau l'initiative anti-minarets et demande son rejet.

### Œcuménisme
En novembre 2010, quelques semaines après sa nomination à la tête de Conseil pontifical pour la promotion de l'unité des chrétiens et à la veille de recevoir le chapeau de cardinal, Kurt Koch a donné son analyse de la situation dans le domaine dont il a la charge. Il reproche aux Protestants d'avoir abandonné l'objectif originel du mouvement œcuménique, c'est-à-dire la recherche d'une unité visible permettant une véritable communion. Selon le prélat, les courants issus de la Réforme, mais aussi certains Catholiques, cherchent à promouvoir une vision ecclésiologique marquée par le relativisme, et se bornant à la recherche de liens d'intercommunion entre Églises séparées. Il réaffirme également la conviction catholique que l'Église de Jésus-Christ est déjà une réalité existante, qu'elle « subsiste » dans l'Église catholique.

### Divers
En 2004, il défend Jean-Paul II devant un groupe d'intellectuels suisses qui réclamaient sa démission[réf. nécessaire].
Le 27 juin 2007, il assiste à une rencontre avec le cardinal Tarcisio Bertone au sujet du motu proprio Summorum Pontificum[réf. nécessaire]. Il défend plus tard une déclaration de la Congrégation pour la doctrine de la foi au sujet de l'expression subsistit in[réf. nécessaire].
Élu président de la Conférence des évêques suisses et de plein droit membre du Conseil suisse des religions[réf. nécessaire], il doit s'opposer à une décision d'un tribunal suisse qui prenait position au sujet d'une de ses décisions épiscopales.

## Distinctions
- Grand-commandeur du mérite avec étoile et écharpe de l'Ordre du Mérite de la République fédérale d'Allemagne (27 octobre 2016 remis par l'ambassadeur Annette Schavan[8])

## Ouvrage en français
- L'Esprit de Jérusalem, 2014, éditions du Cerf, Paris, co-écrit avec Emmanuel Adamakis, métropolite de Chalcédoine.